# Elektricien

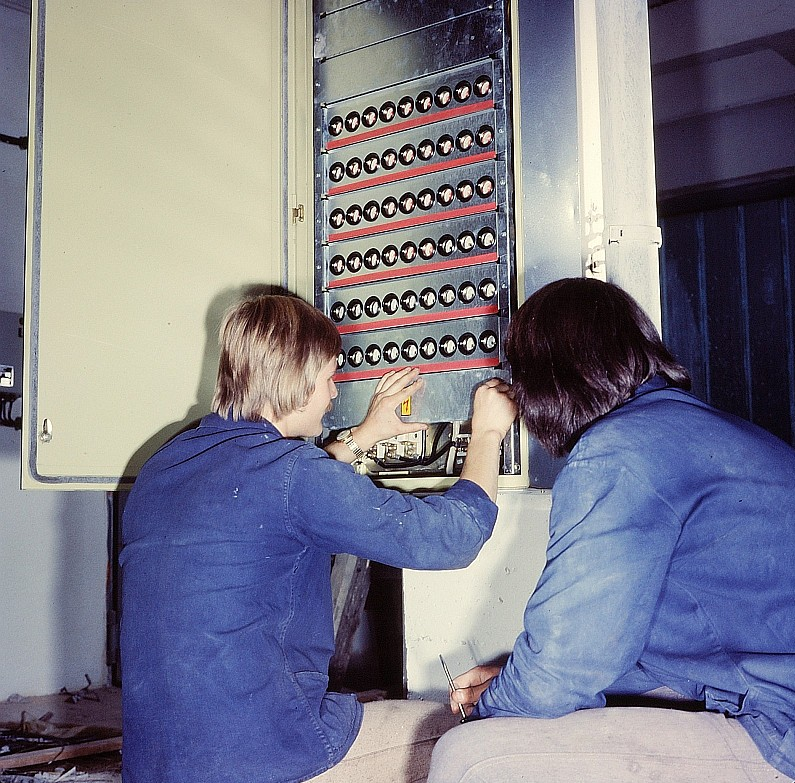
Elektriciens aan het werk

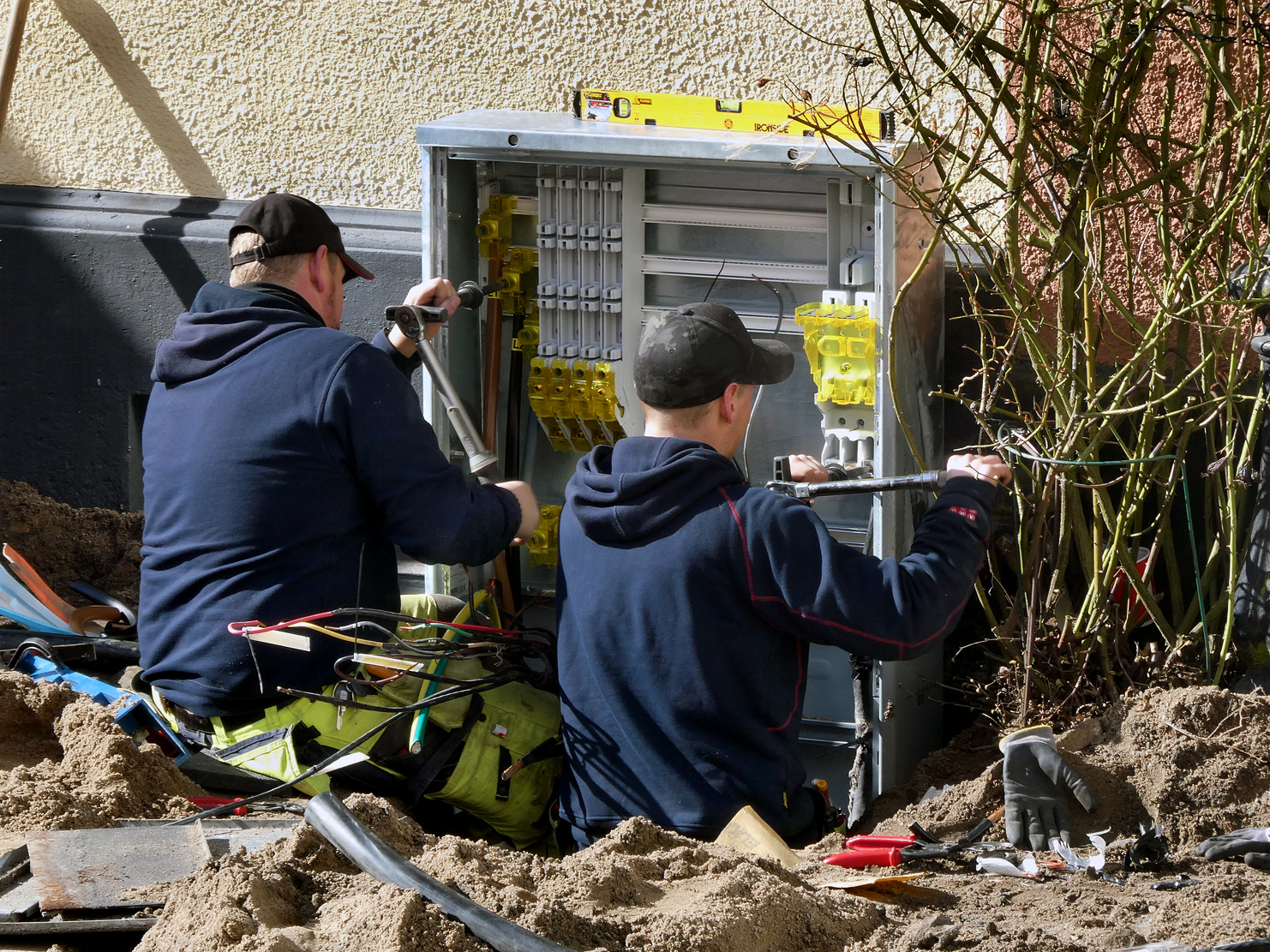
Elektriciens aan het werk. Ystad 2021.

Een elektricien is een technicus die verantwoordelijk is voor het ontwerpen, installeren, onderhouden en repareren van elektrische installaties. Dit werk omvat vaak het aanleggen van bedrading, het installeren van panelen en schakelaars en het opsporen en oplossen van problemen of storingen in elektrische systemen. Het is een veelzijdige en technische functie die vereist dat de elektricien goed opgeleid is en up-to-date blijft met de nieuwste technologie en veiligheidsnormen.

## Vooropleiding
Volgens de Nederlandse norm NEN 3140 wordt voor het aanwijzen van een vakbekwaam persoon op elektrotechnisch gebied doorgaans uitgegaan van een afgeronde elektrotechnische opleiding op ten minste MBO-niveau 2. Voor het zelfstandig uitvoeren van werkzaamheden zonder toezicht wordt vaak een opleiding op MBO-niveau 4 als passend beschouwd. Deze niveaus corresponderen in het Europees kwalificatiekader (EQF) met respectievelijk niveau 2 en 4.NEN 3140:2019+A3, Nederlandse norm voor veilige bedrijfsvoering van elektrische installaties – Bedrijfsvoering van elektrische installaties – Laagspanning.
In Vlaanderen is men elektricien na een afgeronde studierichting in het technisch secundair onderwijs (TSO) of beroepssecundair onderwijs (BSO). Ook via het leercontract of deeltijds beroepssecundair onderwijs (DBSO) kan men het vak leren. 
Een elektricien met een aanvullende vakopleiding kan zich elektrotechnisch installateur noemen.

## Trivia
- Voordat hij professioneel darter werd, was Rob Cross elektricien van beroep.[1] Dit leverde hem de bijnaam Voltage op.
- Lech Wałęsa werkte als elektricien op de Lenin-werf in Gdansk, Polen voordat hij vakbondsleider werd en in 1983 de Nobelprijs voor de vrede ontving. In 1990 werd hij gekozen tot president van Polen.
- Viktor Janoekovytsj, van 2010 tot 2014 president van Oekraïne, werkte van 1972 tot 1980 als elektricien bij een busmaatschappij.